# Ninho

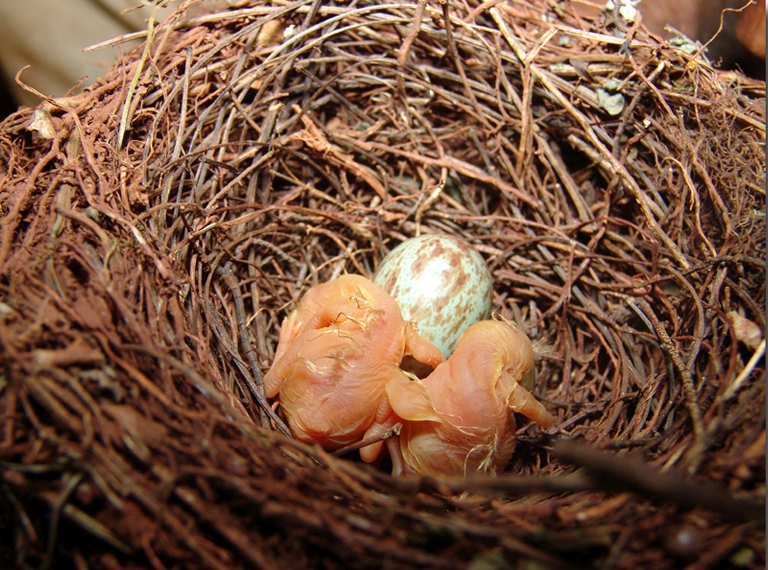
Ninho com filhotes de sabiá

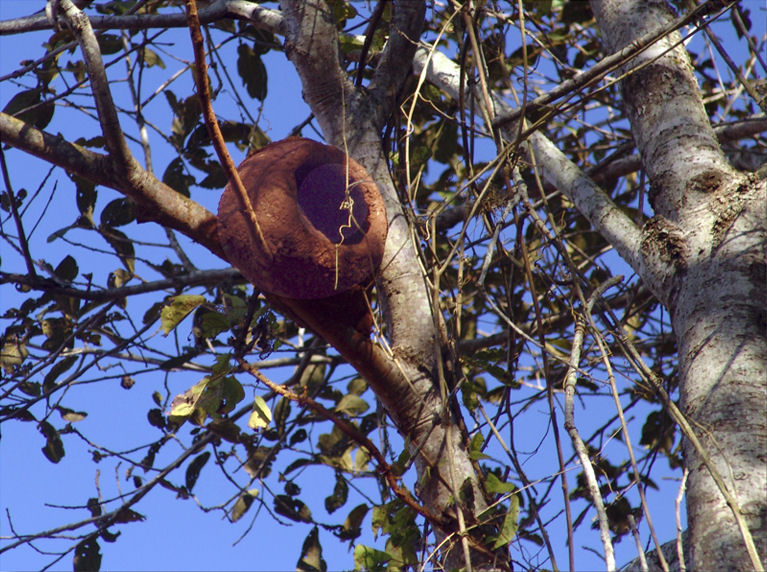
Ninho do joão-de-barro

Um ninho é uma estrutura construída para certos animais para conter ovos ou filhotes. Embora os ninhos estejam mais associados às aves, membros de todas as classes de vertebrados e alguns invertebrados constroem ninhos. 
Os ninhos podem ser compostos de material orgânico, como galhos, grama e folhas, ou podem ser uma simples depressão no solo, ou um buraco em uma rocha, árvore ou edifício. Materiais feitos por humanos, como barbante, plástico, pano ou papel, também podem ser usados. Os ninhos podem ser encontrados em todos os tipos de habitat.
A construção de ninhos é impulsionada por um impulso biológico conhecido como instinto de nidificação em aves e mamíferos. Geralmente cada espécie tem um estilo distinto de ninho. A complexidade do ninho está aproximadamente correlacionada com o nível de cuidado parental por adultos. A construção de ninhos é considerada uma vantagem adaptativa chave entre as aves, e elas exibem a maior variação em seus ninhos, variando de simples buracos no chão a elaborados ninhos comunitários que hospedam centenas de indivíduos. Ninhos de cães de pradaria e vários insetos sociais podem hospedar milhões de indivíduos.